# Boscos de coníferes ibèriques
Els boscos de coníferes ibèriques estan una ecoregió de la ecozona paleàrtica, definida del WWF (clau ecoregió: PA1208), que s'estén a través de les muntanyes de l'Espanya peninsular central i oriental.
La regió forma part de la ecoregió global 123 Formacions forestals mediterrànies, inclosa en la llista Global 200.

## Territori
Aquesta ecoregió s'estén al llarg de les principals cadenes de muntanyes de l'Espanya central (Sierra de Gredos, 2592 m; Sierra de Guadarrama, 2430 m; Picos de Urbión, 2259 m) i oriental (Sierra de Gúdar, 2019 m; Sierra de Javalambre, 2020 m; Sierra de Cazorla, 2107 m; Sierra Nevada, 3482; Sierra de Baza, 2271 m). Cada any, l'ecoregió rep de mitjana 1100 mm de precipitacions, però en algunes zones particularment elevades aquest valor pot superar els 1500 mm. Durant l'hivern, les nevades són freqüents i temperatures mínimes no excedeixen un punt de congelació mitjà (-5-0 °C). Des del punt de vista geològic, les serres ibèriques pertanyen al sistema orogenètic alpí, i presenten una composició litològica molt complexa. Els dolomites mesozoics i la pedra calcària predominen als massissos orientals; mentre que altres substrats importants estan formats per gres, margues i conglomerats. Sobre el Sistema Central prevalen els substrats metamòrfics cristal·lins, especialment els granits, les quarsites i els esquists. El paisatge és caracteritzat de relleus suaus i de l'abundància de profunds canons i altres zones càrstiques en els massissos calcaris.

## Flora
La gran varietat altitudinal d'aquesta ecoregió fa possible identificar dos tipus principals de bosc: una àrea de coníferes, típica de les zones més altes (aproximadament a una alçada entre 1200 i 2.500 m), i una zona d'arbres mixtos de fulles amples, presents a altituds mitjanes i a la plana.
Els arbres dominants en els boscos de coníferes de muntanya son l'endèmic pi de Salzmann (Pinus nigra subsp salzmannii), el pi silvestre (P. sylvestris) i el pi marítim (P. pinaster). Restes d'una espècie de pi típica del Alps (Pinus uncinata) estan presents en dues petites zones dels massissos de muntanya de la costa oriental (Sierra de Gúdar i Picos de Urbión). Boscos de savina turífera (Juniperus thurifera) són nombrosos sobre els altiplans més elevats que envolten les muntanyes calcàries centrals i orientals.
Predominen els boscos de fulla caduca barrejats a altitud mitjana-baixa, en zones caracteritzades per sòls profunds de vessants, valls i canons. Es caracteritzen per una rica associació d'arbres, arbustos i espècies herbàcies com: Quercus faginea, Q. pyrenaica, Ulmus glabra, Fraxinus angustifolia, Tilia spp., Sorbus spp. i Acer spp. Els canons ostenten importants espècies relictes com el Taxus baccata, Tilia platyphyllos i Populus tremula. Els alzinars, especialment lecci (Quercus ilex), abunden a les pistes seques i rocoses cap al sud, a la franja de la frontera entre els boscos de fulla caduca i els boscos de coníferes..
La taxa d'endemisme d'aquesta ecoregió varia entre el 15 i el 20% de les serres centrals (Sierra de Gredos, Sierra de Guadarrama, Sierra de Gúdar, Sierra de Javalambre) a més del 40% de les altures de la Cordillera Bètica i de Sud-Bètica (Sierra Nevada, Sierra de Baza, Sierra de Cazorla), al sud-est del país. Aquestes muntanyes sud-orientals acullen més de 3.000 plantes vasculars, aproximadament la meitat de les espècies vegetals de tot Espanya, i representen prop de la meitat de les plantes endèmiques del país. A més, aquestes serres constitueixen el centre més ric d'espècies endèmiques a tot Europa.

## Fauna
L'ecoregió alberga una gran diversitat faunística, especialment pel que fa a les aus. S'han estudiat més de 150 espècies d'aus en algunes serralades, incloent nombroses grans espècies en perill d'extinció com l'àguila imperial ibèrica (Àguila adalberti), l'àguila real (A. chrysaetos), el voltor negre (Aegypius monachus), el voltor comú (Gyps fulvus), l'elani comú (Elanus caeruleus), la cigonya negra (Ciconia nigra) i l'aligot vesper (Pernis apivorus).
Els grans mamífers en perill d'extinció estan representats per la cabra salvatge endèmica de Gredos (Cabra pyrenaica victoriae) i del llop (Canis lupus). El cérvol comú (Cervus elaphus) i el cabirol (Capreolus capreolus) són àmpliament estesos en tota l'ecoregió. Entre els petits mamífers hi ha una gran quantitat d'espècies,com el taló de tartera (Chionomys nivalis).
En els llacs d'alta muntanya, els prats i les zones rocoses hi ha una gran quantitat d'espècies d'amfibis i rèptils, incloent la sargantana pirenenca (Iberolacerta cyreni), la salamandra comuna (Salamandra salamandra) i el gripau comú (Bufo bufo).
El nombre d'espècie de papallones (Lepidoptera) també és força elevat. Alguns massissos de muntanya (per exemple, la Serra de Gredos i la Serra de Guadarrama) acullen més de 130 espècies, que representen una quarta part del total d'espècies europees i la meitat de les espècies espanyoles.

## Conservació
D'acord amb les dades històriques, podem dir que l'eco-regió mai ha acollit una gran població humana, i fins a l'arribada dels àrabs al segle viii va estar coberta per boscos alts. A l'edat mitjana, l'aspecte de la regió va canviar considerablement, principalment a causa de pasturatge del bestiar i, en el cas de la Sierra Nevada, l'agricultura. Durant aquest període, els vessants de les muntanyes es van cobrir literalment amb terrasses cultivades. Des de finals del segle xix, grans zones de muntanya immensa estaven completament cobertes per pastures i matolls de vegetació secundària. En altres casos, els vessants, completament nus, van sofert un procés irreversible de desertificació. No obstant això, en 1860 encara hi havia boscos verges de pins a les serres centrals (Serranía de Cuenca). Malauradament, les intenses activitats d'explotació forestal per a la construcció de línies de ferrocarril i de vaixells va portat a la degradació de grans superfícies, un cop cobertes de l'explotació en massa d'arbrs i la desaparició dels últims boscos verges.